# Ramsvikslandet
Ramsvikslandet este o arie protejată (arie specială de conservare — SAC, sit de importanță comunitară — SCI) din Suedia întinsă pe o suprafață de 851,1 ha, integral pe uscat.

## Localizare
Centrul sitului Ramsvikslandet este situat la coordonatele 58°24′58″N 11°14′37″E / 58.416°N 11.2435°E.

## Înființare
Situl Ramsvikslandet a fost declarat sit de importanță comunitară în ianuarie 1997 pentru a proteja 1 specie de animale. Situl a fost protejat și ca arie specială de conservare în martie 2011.

## Biodiversitate
Situată în ecoregiunile boreală și marină Atlantică, aria protejată conține 16 habitate naturale: Formațiuni ierboase bogate în specii de Nardus, dezvoltate pe substraturi silicioase în zone montane (și în zone submontane, în Europa continentală), Faleze cu vegetație de pe coastele atlantice și baltice, Pajiști umede nord-atlantice cu Erica tetralix, Vegetație perenă pe țărmurile stâncoase, Pajiști cu Molinia pe soluri calcaroase, turboase sau argilos-nămoloase (Molinion caeruleae), Liziere de ierburi înalte hidrofile de câmpie și de nivel montan până la alpin, Terase mlăștinoase și terase nisipoase neacoperite de apă la reflux, Recifuri, Pante stâncoase silicioase cu vegetație casmofită, Pajiști fino-scandinave uscate până la mezice, bogate în specii de altitudine mică, Roci stâncoase cu vegetație pionieră de Sedo-Scleranthion sau Sedo albi-Veronicion dillenii, Pajiști uscate europene, Pajiști uscate seminaturale și facies de acoperire cu tufișuri pe substraturi calcaroase (Festuco-Brometalia) (* situri importante pentru orhidee), Vegetație anuală la limita mareei, Mlaștini împădurite, Pășuni atlantice udate de apa mării (Glauco-Puccinellietalia maritimae).
La baza desemnării sitului se află o specie protejată de  nevertebrate: Vertigo angustior.